# ¡Que viva México!
¡Qué viva México! fou un film realitzat al 1932 pel director soviètic Serguei Eisenstein, conegut per realitzar films com ara La vaga, cuirassat Potemkin o Alexander Nevski, entre d'altres.
El film en qüestió fou incomplet, i consta de tres parts (a més d'un pròleg i un epíleg) que foren construïts a partir del guió que Eisenstein va dissenyar anys abans, procurant que el film fos el més fidel possible a aquest. Això va ser degut a que el film no va arribar mai a ser muntat anteriorment, doncs les imatges van ser enviades directament a un museu de la ciutat de Nova York. La duració de la pel·lícula és de 84 minuts, i fou rodada, naturalment, a Mèxic.
Aquest film (juntament amb Lo viejo y lo nuevo) suposa un punt d'inflexió en la trajectòria d'Eisenstein en relació als films realitzats pel cineasta soviètic fins llavors, que agafaven una dimensió purament formalista, oblidant fins i tot el contingut de l'acció, amb la intenció explícita de generar un impacte a nivell emocional en l'espectador, a través de metàfores purament visuals i un gran ritme, a més de l'anomenat muntatge d'atraccions, que va quedar molt ben definit en un assaig que presenta el mateix nom (Muntatge d'atraccions).
D'aquesta manera, amb aquest film Eisenstein pateix una evolució, deixant enrere la qüestió plàstica com a element nuclear del film, i atorgant en aquest cas més importància a la temàtica, un profund quadre de costums de la cultura mèxicana, amb un estil clarament documentalista.

## Sinopsi
En el pròleg del film és presentada la vessant més salvatge de Mèxic, que correspon al Mèxic prehispànic. En aquesta introducció es constitueix com a element de gran importància el paisatge, que il·lustra una natura que engloba flors, palmeres, animals…
Així mateix, també es mostrada la vessant més naturalista, alhora que quotidiana, dels diferents personatges que apareixen.
Al llarg de les tres parts que entronquen el nus del film ens trobem amb el quadre de costums ja anomenat, doncs podem apreciar aspectes culturals i ideològics del lloc. Es presentat un Mèxic amb dualitat, doncs per una banda es mostrada la versió més idíl·lica del lloc, formada per cerimònies, paisatges, tradicions, etc., i per una altra es il·lustrada la versió més miserable de Mèxic, formada per batalles, rebel·lions i morts, entre altres aspectes.
En l'epíleg de l'obra, trobem novament referències a les celebracions i a la mort, de manera que sintetitza de forma certament potencial les idees que recull l'acció.

## Resultats
Les imatges filmades es van utilitzar per a la creació de pel·lícules com Thunder over Mèxic (1933), Eisenstein in Mèxic i Death Day (1934) i Time in the Sun (1956). El 1956, Sinclair va dipositar el material fílmic al Museu d'Art Modern de Nova York. El títol Que visqui Mèxic! (En rus, Да здравствует Мексика!) proposat per Eisenstein, va ser utilitzat per a una versió realitzada per Grigori Alexandrov, que va tractar de respectar els quatre episodis del film original. L'obra va ser estrenada el 1979, aproximadament una dècada després que el material fos enviat pel Museu d'Art Modern a la Unió Soviètica. A més, aquest mateix any va rebre un reconeixement al Festival Internacional de Cinema de Moscú. El mateix Alexandrov i Sergei Bondarchuk van esdevenir com a narradors, emprant les notes escrites per Eisenstein.

## Equip
- DIRECTOR: Sergei M.Eisenstein, Grigori Aleksandrov.
- GUIÓ: Grigori Aleksandrov.
- FOTOGRAFIA: Eduard Tisse, Gabriel Figueroa.
- MÚSICA: Juan Aguilar.